# 奧圖斯科
7°54′00″S 78°35′0″W / 7.90000°S 78.58333°W

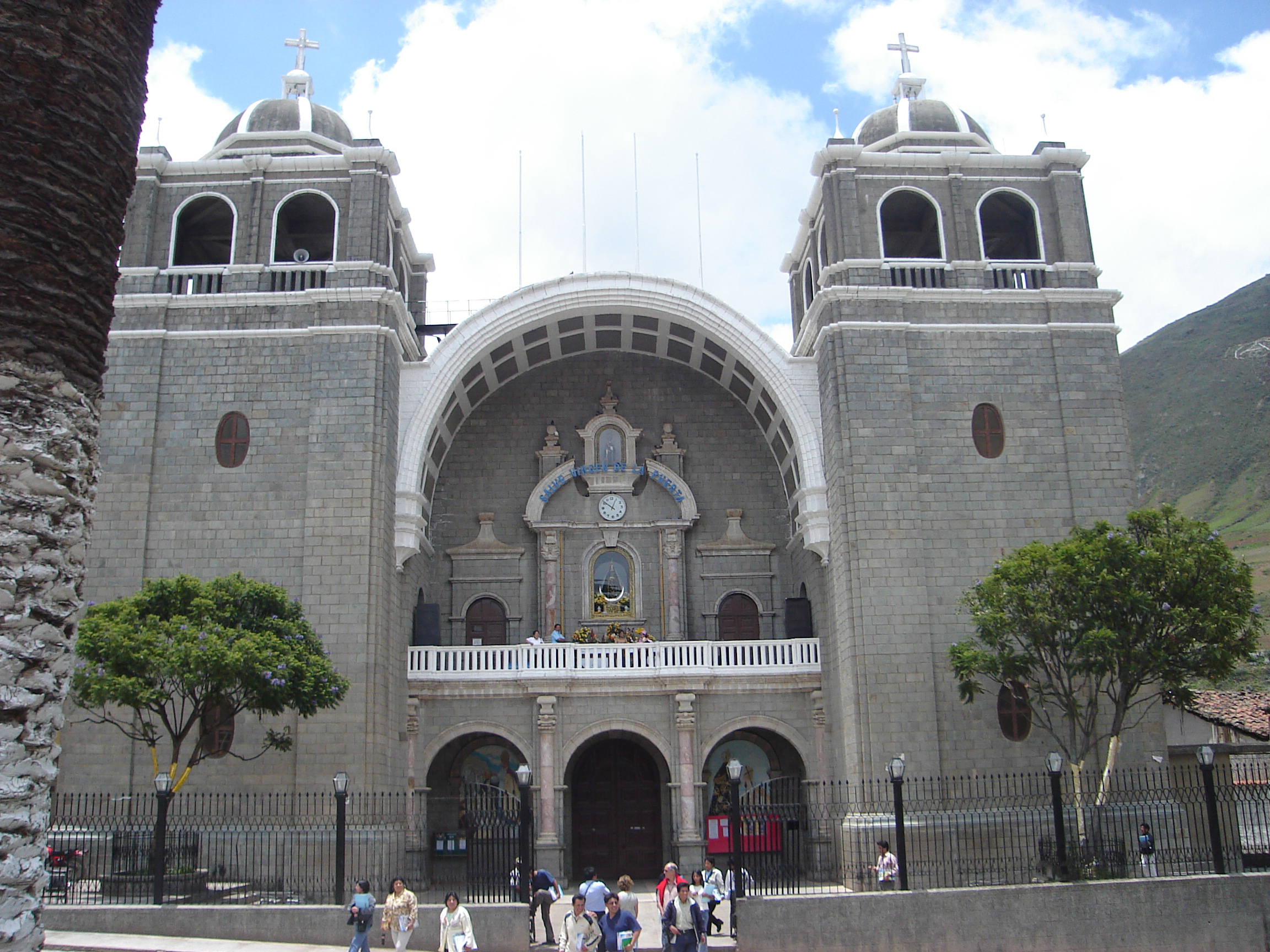

奧圖斯科（西班牙語：Otuzco），是秘魯的城鎮，位於該國西北部拉利伯塔德大區，是奧圖斯科省的首府，距離特魯希略75公里，始建於1890年11月15日，海拔高度2,641米，2005年人口25,134。